# Allenby Gardens
Allenby Gardens är en del av en befolkad plats i Australien. Den ligger i kommunen Charles Sturt och delstaten South Australia, nära delstatshuvudstaden Adelaide. Orten hade 1 868 invånare år 2016.
Runt Allenby Gardens är det mycket tätbefolkat, med 1 754 invånare per kvadratkilometer.. Närmaste större samhälle är Adelaide, nära Allenby Gardens.
Runt Allenby Gardens är det i huvudsak tätbebyggt. Genomsnittlig årsnederbörd är 593 millimeter. Den regnigaste månaden är juli, med i genomsnitt 95 mm nederbörd, och den torraste är december, med 13 mm nederbörd.